# Ентоні О'Коннор
Ентоні О'Коннор (англ. Anthony O'Connor, нар. 25 жовтня 1992, Корк) — ірдландський футболіст, захисник клубу «Бредфорд Сіті».

## Ігрова кар'єра
Вихованець клубу «Блекберн Роверз». Втім так і не зігравши за основу жодного матчу, Ентоні здавався в оренду в нижчолігові англійські клуби «Бертон Альбіон», «Торкі Юнайтед» та «Плімут Аргайл», а в двох перших потім грав і на повноцінній основі.
У 2016–2018 роках грав за шотландський «Абердин», після чого повернувся до Англії, де став виступати за «Бредфорд Сіті».

## Виступи за збірну
Виступав за юнацькі та молодіжні збірні Ірландії різних вікових категорій.